# Joachim Rademacher
Joachim „Aki” Rademacher (ur. 20 stycznia 1906 w Magdeburgu, zm. 21 października 1970 w Dortmundzie) – niemiecki piłkarz wodny i pływak. Dwukrotny medalista olimpijski. Brat Ericha.
W 1928 w Amsterdamie wspólnie z kolegami został mistrzem olimpijskim. Cztery lata później znalazł się wśród srebrnych medalistów igrzysk. Był medalistą mistrzostw Europy w 1926 i 1934, na podium mistrzostw kontynentu stawał także w konkurencjach pływackich (w 1926). Startował w barwach klubu SC Hellas Magdeburg.